# سمفونی شماره ۷ (بروکنر)
سمفونی شمارهٔ ۷ در می ماژور، هفتمین سمفونی آنتون بروکنر است که میان سال‌های ۱۸۸۱ تا ۱۸۸۳ میلادی تصنیف شده و یک‌بار در سال ۱۸۸۵ میلادی مورد تجدید نظر قرار گرفته‌است. این سمفونی به لودویگ دوم بایرن اهدا شده‌است. سمفونی هفتم نخستین بار در ۳۰ دسامبر ۱۸۸۴ میلادی به رهبری آرتور نیکیش توسط ارکستر گِواندهاوس در لایپزیگ اجرا شد.

## موومان‌ها
سمفونی هفتم از چهار موومان تشکیل شده‌است:
1. آلگرو مدراتو. می ماژور. تم اصلی با ویلنسلها و سازهای زهی آغاز می‌گردد و توسط سازهای بادی تکرار می‌شود.
2. آداجو. خیلی آرام و خیلی باوقار. دو دیز مینور. این موومان حالتی حزن‌آلود دارد. بروکنر این موومان را درست چند ماه پیش از مرگ ریشارد واگنر تصنیف کرده‌است. خودِ بروکنر بعدها این نظر را تقویت می‌کرد که این آداجو با مرگ واگنر ارتباط دارد. بروکنر که موسیقی واگنر را می‌ستود، در این موومان از چهار توبای واگنر استفاده کرده‌است.
3. اسکرتسو. خیلی سریع. لا مینور با تریویی در فا ماژور.
4. فیناله. با حرکت ولی نه سریع. می ماژور.

## تاریخچه
با وجود آن‌که بروکنر در زمان نخستین اجرای سمفونی شمارهٔ ۷ در ۳۰ دسامبر ۱۸۸۴ شصت‌ساله بود، ولی هنوز آهنگساز شناخته‌شده‌ای دانسته نمی‌شد. اجرای سمفونی هفتم به رهبری آرتور نیکیش جوان و استقبال پرشور مردم در همان نخستین اجرا، آغازی بود بر شهرت بروکنر. در آن زمان دودستگی میان دوست‌داران موسیقی وجود داشت. گروهی طرفدار واگنر و گروهی دیگر طرفدار برامس بودند. بروکنر که آشکارا موسیقی واگنر را می‌ستود، از گزند هواداران برامس در امان نبود. به‌ویژه منتقد با نفوذ ضد واگنری به‌نام ادوارد هانسلیک با تندی به بروکنر می‌تاخت و به همین دلیل اجرای نخست سمفونی هفتم در وین عملی نشد. هرچند زمانی که سمفونی شمارهٔ ۷ در ۱۸۸۶ میلادی برای نخستین بار در وین اجرا شد، ابراز احساسات و تشویق مردم به حدی بود که بروکنر چندین بار برای سپاسگزاری از مردم روی صحنه حاضر شد.